# 보드베 수도원

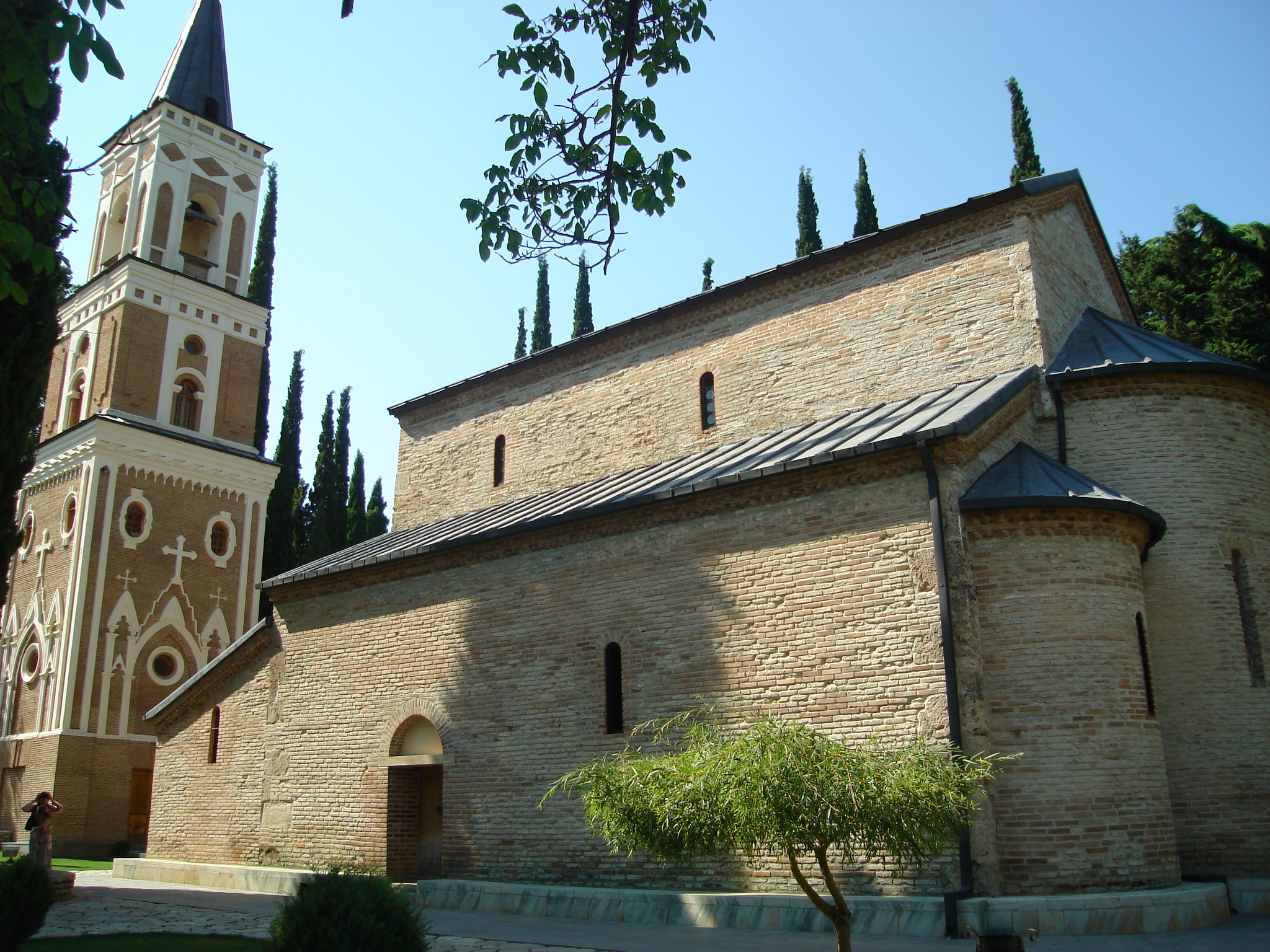
보드베 수도원

성녀 니노의 보드베 수도원(조지아어: ბოდბის წმინდა ნინოს მონასტერი, 보드비스 츠민다 니노스 모나스테리)는 조지아 정교회 수도원 단지로 조지아 카케티 주의 시그나기 마을에서 2km 거리에 자리한다. 본래는 9세기에 건축되었지만 특히 17세기에 의미깊게 리모델링되었다. 그 수도원은 4세기에 조지아의 여성 복음 전도자 성녀 니노의 유적과 성골함이 안치되어 있을 정도로 그녀와 관계가 많은데 기인하여, 오늘날에는 수도회로 기능하며 조지아에 있는 주요 성지 가운데 하나이다.

## 경치와 건축
보드베 수도원은 알라자니 계곡이 보이는 가파른 산허리의 커다란 편백 나무 숲에 둥지를 틀었다.
현존하는 교회는 3 돌출 앱스가 있는 3-본당 회중석 바실리카이며, 그 성당은 본래 9~11세기 사이에 건축되었지만, 그 다음에 의미심장하게 재건축 되었다. 외부와 내부 벽에는 모두 회반죽이 칠해져 있어 17세기와 17세기의 복구 흔적을 찾아 볼 수 있다. 그 수도원에는 성녀 니노의 묘소 뒷편에 건축된 앱스가 있는 소형 홀 교회는 대형 측랑이 있는 바실리카와 연결되어 있다. 단독으로 있는 3층 종탑은 1862~1885년 사이에 세워졌다. 바실리카 주변을 두르고 있는 만들어진 벽은 17세기의 어느 때에 파괴되었지만 2003년에 본래의 모습으로 복원되었다.
수도회에서 약 3km 거리에는 1990년에 축조된 성 자불론과 성 소사나의 작은 채플 성당이 있다. 그 성당은 성녀 니노가 주보성인이며, 지방 전설에 따르면, 그녀의 기도를 통하여 나타났고 치유의 은사가 내려졌다고 한다.

## 역사

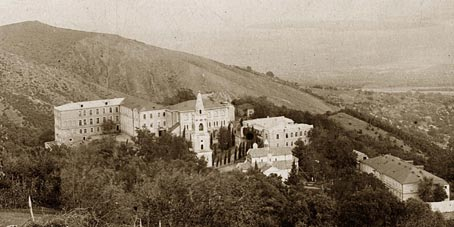
보드베 수도원, 1925년

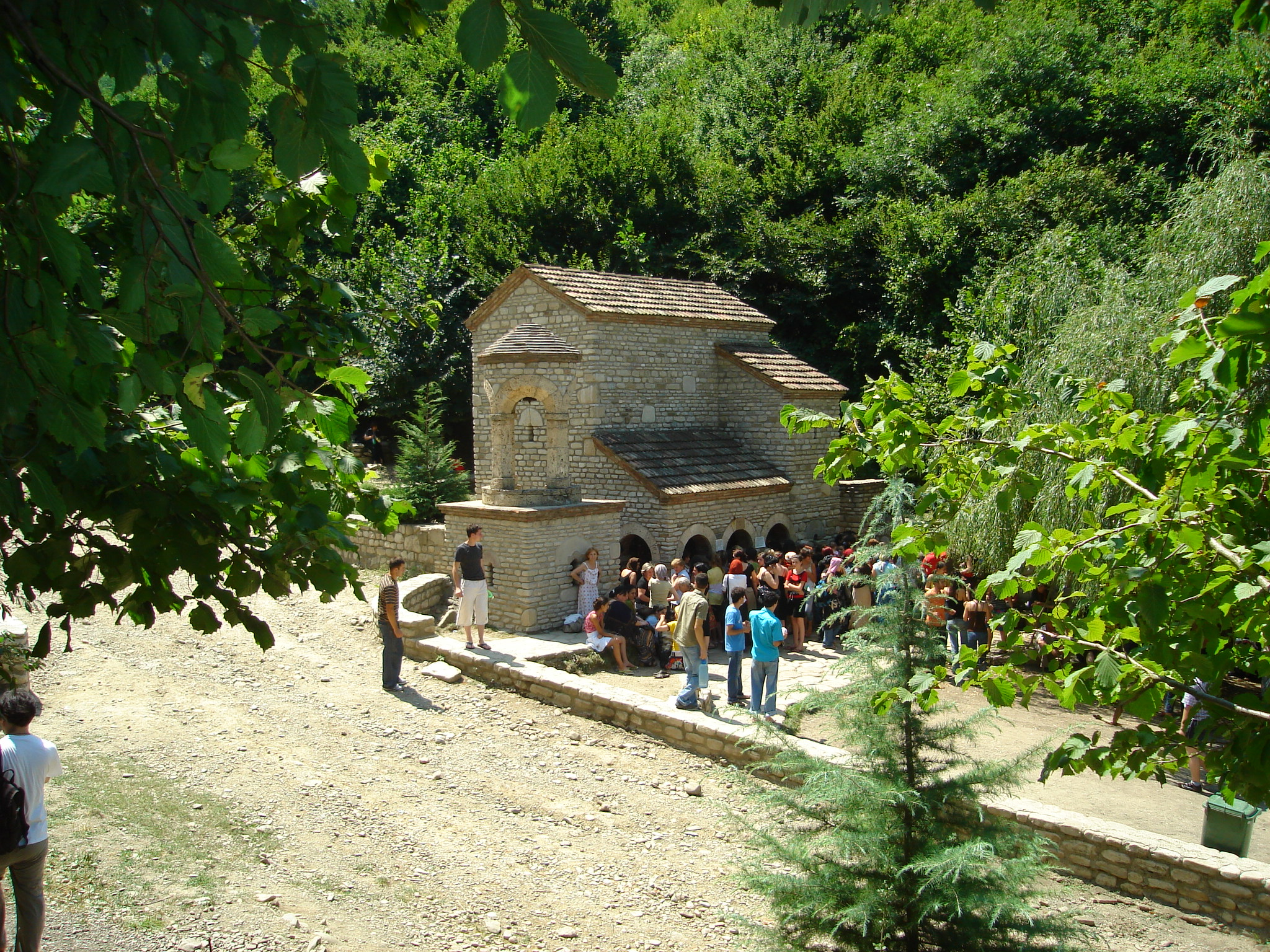
성지 순례, 성녀 니노 스프링

조지아의 전설에 따르면, 성녀 니노는 조지아인들이 기독교 신앙으로 개종하는 것을 보고 카케티에 있는 보드베 계곡으로 들어가서 거기서 죽었다(약 338~340년)고한다. 미리안 3세(통치. 284~361)왕의 간청으로, 니노가 묻힌 곳에 작은 수도원이 건설되었다. 그 곳은 수도원에 의해 옹립된 카케티의 왕들이 즉위식 장소로 선호하기도 했다. 1615년에는 페르시아의 아바스 1세 샤의 대군에 에게 강탈당한 보드베 수도원은 카케티의 테이무라즈 1세 왕(통치. 1605~1648)에 의해 복원되었다. 보드베에서의 부도원 생활의 부흥과 함께, 신학교가 개설되었다. 또한 그 수도원은 조지아에서 가장 큰 규모의 종교 서적 보관소 가운데 한 곳이며, 몇몇 종교 작가들과 문인들의 고향이다.
조지아가 러시아 제국에 합병(1801)되고 난 후에도, 보드베 수도원은 대도시 주교 존 마카슈빌리 아래서 번영을 계속했고 차르 러시아의 알렉산데르 1세의 후원을 받았다. 1823년, 그 수도원은 수리되었고 벽화로 장식되었다. 1837년에 존이 죽음으로 1810년부터 있던 조지아의 러시아 정교회 총주교 대리는 그 수도원의 수도회를 폐지했고 그 수도원을 사목구 성당으로 전환했다. 10년이 지나고, 수도원은 다시 파손 상태가 되어가고 있었지만, 1860년에 대수도원장 마카리우스 (바타타슈빌리)가 수도원을 복원하기 시작했으며 성가 학교를 설립했다. 성녀 니노가 주보성인인 그 채플 성당은 1880년대에 미하일 사비닌에 의해 재단장 되었다. 러시아의 알렉산데르 3세 차르는 그 곳에 수녀원을 개설하기로 결정하고 1889년에 그 수도원을 방문했다. 소생한 수도회는 자수와 미술을 가르치는 학교도 운영했다.
1924년, 소비에트 정부는 수도원을 폐지했고 그 곳을 병원으로 개조시켰다. 1991년 소비에트 연방의 붕괴 이후에, 보드배 수도원은 수도회를 다시 시작했다. 그 복원 작업은 1990~2000년 사이에 이루어졌으며 2003년에 재개되었다.